# Reinhold Klügel
Reinhold Klügel  (* 25. September 1878 in Niederlangenau/Niederschlesien; † 7. September 1965 in Erkelenz) war ein deutscher Arbeitersekretär und Kommunalpolitiker.

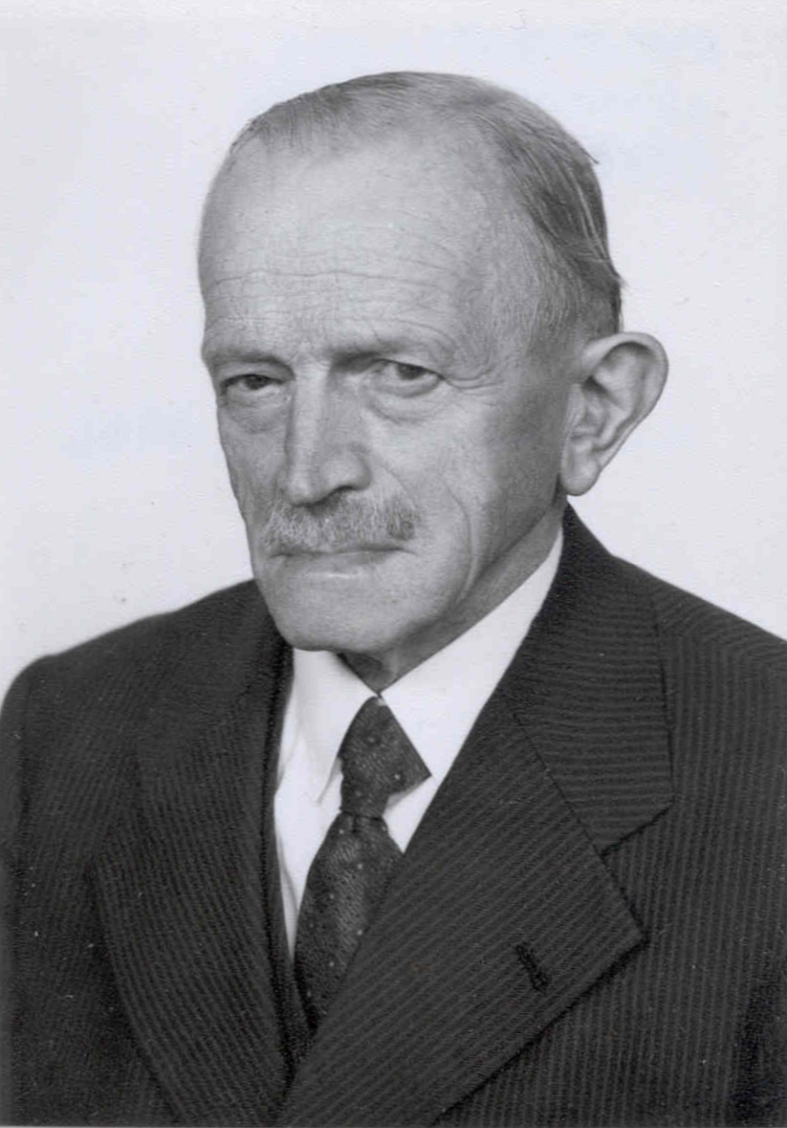
Ehrenratsherr Reinhold Klügel (1963)

## Leben
Nach dem Schulbesuch und einer Tischlerlehre erweiterte er seine Ausbildung und sein Wissen in Wanderjahren als Geselle durch Deutschland, Österreich, die Schweiz und Italien.
Dabei wurde er tief beeindruckt von den Ideen des Gesellenvaters Kolping und den großen sozialen Anliegen der Zeit. In jungen Jahren zog er nach Mönchengladbach um. Dort fand der junge, aufgeschlossene Arbeiter die Möglichkeiten, sich zu bilden und zu schulen. Sehr bald erkannte man im Volksverein für das katholische Deutschland die Talente des wissbegierigen Mannes, der alsbald zum Arbeitersekretär berufen wurde. Viele Jahre hat er im Dienste der christlichen Gewerkschaften, des Volksvereins, der Katholischen Arbeiterbewegung und der christlichen Parteien Zentrum und CDU gewirkt.
1908 vermählte er sich mit Martha Hein, die ebenfalls in der Arbeiterbewegung tätig war. Dieser Ehe entstammen acht Kinder, ein Sohn verlor kurz vor dem Kriegsende 1945 unter tragischen Umständen sein Leben.
Seit dem 1. Oktober 1909 war er Arbeitersekretär des Bezirksverbands Mönchengladbach. In dieser Tätigkeit wechselte er 1919 zum neu gegründeten Bezirksverband Erkelenz.
Kurze Zeit nach der Geburt seiner Tochter Ursula Klügel (* 22. Januar 1922 in Mönchengladbach; † 22. Oktober 2006 in Erkelenz), dem siebten von acht Kindern, zog die Familie nach Erkelenz um.
Am 4. Mai 1924 wurde er über die Liste des Zentrums in den Stadtrat von Erkelenz gewählt.
Die Familie Klügel wohnte 1935 in der Vereinsstraße 21 (2023: Anton-Heinen-Straße 21) in Erkelenz.
Am 22. August 1944, nach dem Stauffenberg-Attentat, löste das NS-Regime die schon lang geplante Aktion Gitter/Gewitter aus. Reichsweit wurden Personen aus den verbotenen und aufgelösten Parteien verhaftet. Im Kreis Erkelenz waren es vier Mitglieder des Zentrums, darunter der Erkelenzer Arbeitersekretär Reinhold Klügel. Er wurde schon am gleichen Abend auf dem Erkelenzer Bahnhof wieder aus der Haft entlassen.
Bereits im Herbst 1945 engagierte sich Reinhold Klügel intensiv für die Gründung der CDU in der Stadt und dem Kreis Erkelenz.

## Ehrungen
Sein Wirken fand in hohen Auszeichnungen Dank und Anerkennung.
Das päpstliche Ehrenzeichen Pro Ecclesia et Pontifice wurde ihm in seiner Wohnung am Heiligabend, 24. Dezember 1953 durch Leopold Wiggers, Oberpfarrer der Pfarrei St. Lambertus Erkelenz, überreicht.
Am 26. April 1954 erhielt Klügel als erste Person im Kreis Erkelenz das Bundesverdienstkreuz am Bande.
Im Januar 1956 erhielt er als Ehrenvorsitzender der CDU des Kreises Erkelenz von Bundeskanzler Konrad Adenauer die Adenauer-Medaille als „Dank für treue Mitarbeit“.
Über zwei Jahrzehnte setzle er sich als Ratsherr für die Belange der Stadt Erkelenz ein; 1961 wurde er vom Rat der Stadt Erkelenz zum Ehrenratsherrn ernannt.
In Erkelenz ist die Straße Reinhold-Klügel-Hof nach ihm benannt.